# Vassil Ivantxuk
Vassil Mikhàilovitx Ivantxuk (en ucraïnès: Василь Михайлович Іванчук, Vassyl Mykhàilovytx Ivantxuk; vila de Kopýtxyntsi, 18 de març de 1969) és un jugador d'escacs ucraïnès que té el títol de Gran Mestre des de 1988.
Ha estat un dels millors escaquistes del món des de 1988, i ha estat oficialment al segon lloc mundial a la llista d'Elo de la FIDE, tot i que mai no ha pogut guanyar el Campionat del món. Va ser subcampió mundial el 2002. Ivantxuk sovint ha tingut resultats una mica erràtics, i des de 2007 el seu rànquing va variar des de la dotzena posició fins a la segona, abans de caure fins al 30è lloc el juliol de 2009.
Fou el Campió del món de 2007-2008 de partides semiràpides, un títol que perdé el 2008 al següent campionat del món de semiràpides, celebrat a Almati, al Kazakhstan, on hi fou segon rere Leinier Domínguez. Ha guanyat el torneig Amber d'escacs ràpids i a la cega els anys 1992 i 2010.
A la llista d'Elo de la FIDE de l'agost del 2020, tenia un Elo de 2678 punts, cosa que en feia el jugador número 4 (en actiu) d'Ucraïna, i el 59è millor jugador al rànquing mundial. El seu màxim Elo va ser de 2787 punts, a la llista d'octubre de 2007 (posició 3 al rànquing mundial).

## Inici de carrera
Ivantxuk va néixer a la vila de Kopýtxyntsi, actualment a l'óblast de Ternópill, a la Ucraïna independent, i llavors a la República Socialista Soviètica d'Ucraïna. Es va proclamar Campió d'Europa juvenil el 1986/87, a Groningen. Va atraure l'atenció internacional per primer cop en guanyar l'edició de 1988 de l'Obert de Nova York amb 7.5/9 punts, per davant d'una taula classificatòria plena de GMs. Empatà al primer lloc al Campionat del món juvenil de 1988 celebrat a Adelaida, però va perdre el títol en el playoff contra Joël Lautier. El mateix any va obtenir el títol de Gran Mestre, i va entrar en el top 10 mundial. El 1989, guanyà el Festival d'escacs de Biel, a Suïssa. Durant un temps, va estar casat amb la Gran Mestre Femení (WGM) Alissa Gal·liàmova.

## Entrada a l'elit mundial
Ivantxuk va assolir gran prestigi en el món escaquístic quan a l'edat de 21 anys va guanyar el Torneig de Linares de 1991. Hi participaven catorze jugadors, vuit dels quals estaven entre els deu millors del món, inclòs el Campió del món Garri Kaspàrov, i la resta, estaven en el top 50 mundial. La competició fou una disputa ajustada entre Ivantxuk i Kaspàrov, però Ivantxuk guanyà per mig punt, i derrotà Kaspàrov a la seva partida individual.
En aquell moment, era opinió generalitzada que Ivantxuk hauria d'esdevenir algun dia campió del món, tot i que això no s'ha acomplert encara, a despit que hi va estar molt a prop el 2002, quan va arribar a la final del Campionat del món de la FIDE de 2002. Tot i que s'ha mantingut sòlidament en el top 10 gairebé de forma continuada des de 1988 fins a l'actualitat, i ha estat fins i tot el segon jugador mundial diversos cops, es tracta d'una persona de tarannà inconsistent, que l'ha dut sovint a perdre partides crucials. També cal tenir en compte que no ha tingut massa sort durant el període en què el títol mundial estava dividit, entre 1993 i 2006. Degut a les seves obligacions amb la FIDE, Ivantxuk i Viswanathan Anand no van participar en el Torneig de Dortmund 2002, que era vàlid com a torneig de Candidats per al Campionat del món clàssic de 2004. Posteriorment, quedà exclòs, per molt poc, i degut al seu Elo, del Campionat del món de la FIDE de 2005.

## Altres resultats destacats en competició
El 2004, assolí un gran èxit internacional en empatar amb Predrag Nikolić a la primera posició del Campionat d'Europa d'escacs individual, jugat a Antalya, i guanyar-lo en el desempat pel títol, esdevenint així Campió d'Europa. També el 2004, guanyà el XVII Memorial Carlos Torre a Mérida (Mèxic), en vèncer a la final Alexander Graf per 2-0. Posteriorment, guanyaria també les edicions de 2006 i 2007 del mateix torneig.
El 2005 va participar en la Copa d'Europa de Clubs, representant l'equip polonès del Polonia Plus GSM, i hi va fer la millor performance de tots participants (2940 punts Elo). Al final de 2005, va participar en la Copa del món de 2005 a Khanti-Mansisk, un torneig classificatori per al cicle del Campionat del món de 2007, on tingué una mala actuació i fou eliminat en segona ronda per Ivan Txeparínov.
El 2006 participà en el Torneig Internacional Casino de Barcelona, on puntuà 6½/9, acabant en 2n lloc (el torneig el guanyà Leinier Domínguez). També el 2006, fou 2n al Campionat d'Europa individual a Kusadasi (el campió fou Zdenko Kožul).
El 2009 va participar en el torneig d'elit M-Tel Masters, on tingué una mala actuació, acabant en sisè i últim lloc, amb 3/10 punts (el campió fou Aleksei Xírov). El 2010 va empatar al primer lloc amb Magnus Carlsen a la 19a edició del torneig Melody Amber.
El setembre de 2011 participà en la Copa del món de 2011, a Khanti-Mansisk, un torneig del cicle classificatori pel Campionat del món de 2013, i hi tingué una molt bona actuació: fou semifinalista del torneig, (perdé en semifinals contra Aleksandr Grisxuk), i va vèncer en el matx pel tercer i quart lloc contra Ruslan Ponomariov (2½-1½), per la qual cosa es classificà per la següent fase del Campionat del món.
L'agost de 2013 participà en la Copa del Món de 2013, on tingué una bona actuació, i arribà a la quarta ronda, on fou eliminat per Vladímir Kràmnik ½–1½. El desembre de 2015 és 3r-7è (setè en el desempat) del Qatar Masters amb 6½ punts de 9 (el campió fou Magnus Carlsen). El juny de 2016 a Varadero (Cuba) fou per seté cop campió del Memorial Capablanca amb 7 punts de 10 partides, un punt per davant de Iuri Krivorutxko. El desembre de 2016 fou Campió del Món de Semiràpides amb 11 punts de 15, els mateixos punts però millor desempat que Aleksandr Grisxuk i Magnus Carlsen.
El juliol de 2019 va perdre la final de la XXXII edició del Magistral Ciudad de León contra Parham Maghsoodloo, amb dues derrotes i dues taules.